# 크랩 케이크
크랩 케이크(영어: crab cake 크래브 케이크[*])는 미국의 해산물 요리이다. 게살을 주재료로 하고 빵가루, 우유, 마요네즈, 계란, 조미료가 들어간 반죽을 둥글납작한 덩어리로 빚어 소테, 굽기, 튀기기 등의 방법으로 조리한다.
크랩 케이크는 전통적으로 메릴랜드주와 버지니아주를 포함하는 체서피크만 일대 지역과 관련이 있는 음식이다. 요리 명칭과 레시피의 정확한 기원을 확인하기는 어려우나, 일찍이 1891년에 출간된 토마스 J. 머리(Thomas J. Murrey)의 책 "Cookery with a Chafing Dish"에도 크랩 케이크가 소개되어 있다.

## 같이 보기
- 크로켓
- 파스텔 드 바칼랴우